# Schipfe
Schipfe è un quartiere residenziale di Zurigo (Svizzera) situato sul versante orientale del Lindenhof, una delle parti più antiche dell'oppidum degli Elvezi, vicino al fiume Limmat. Gli storici e la Weinplatz suggeriscono che il quartiere facesse parte dell'antico porto cittadino di Turicum.